# Farewell, My Love
Farewell, My Love ist eine 2011 gegründete Post-Hardcore-/Alternative-Rock-Band aus Phoenix, Arizona, Vereinigte Staaten.

## Geschichte
Farewell, My Love wurde 2011 in Phoenix, Arizona gegründet und besteht derzeit aus Sänger Ryan Howell, den beiden Gitarristen Logan Thayer und Röbbey Creasey (auch am Keyboard), dem Schlagzeuger Chad Kowal, sowie dem Bassisten Charlee Conley. Noch im selben Jahr konnte das Quintett ihre Debüt-EP A Dance You Won’t Forget in Eigenregie veröffentlichen. Ein Musikvideo zum Stück Portraits feierte auf dem Youtube-Kanal von BryanStars Premiere, wodurch die Band größere Bekanntheit erlangen konnte.
Anfang 2013 nahm die Plattenfirma StandBy Records, die bereits Szenegrößen wie Black Veil Brides oder Hopes Die Last zu größerem Erfolg verhelfen konnte, Farewell, My Love unter Vertrag. Am 19. Februar 2013 erschien die EP Mirror, Mirror mit fünf Stücken bei dem Label. Zum gleichnamigen Lied wurde ein Songtext-Video veröffentlicht. Zwischen April und Mai 2013 tourte die Band mit Her Bright Skies aus Schweden und der finnischen Rockband Snow White’s Poison Bite auf der BryanStars Tour durch die Vereinigten Staaten. Direkt im Anschluss der BryanStars Tour war die Gruppe gemeinsam mit der kanadischen Screamo-Band Chomp Chomp Attack! als Vorband für Snow White’s Poison Bite auf Tour, welche ebenfalls durch die Staaten und Kanada führte. In diesen Monaten spielte die Band insgesamt 75 Konzerte.
Mit dem Produzenten Don Debiase, der bereits für die Labelkollegen Modern Day Escape, Beneath the Sky und For All Those Sleeping arbeitete, nahmen die Musiker im Studio D Productions in Cleveland, Ohio ihr Debütalbum auf. Gold Tattoos, so der Titel des Debütalbums, erschien am 10. September 2013. Am 1. September 2014 erklärte die Gruppe, dass ihr bisheriger Sänger Ryan Howell und Gitarrist Logan Thayer die Gruppe verlassen haben. Chad Kowal wurde zum neuen Frontsänger erklärt. Die Band plant, Ende des Jahres ins Studio zu gehen, um an einem neuen Album zu arbeiten, welches Anfang 2015 erscheinen soll. Am 9. Dezember 2014 erschien mit Wrapped Up in Pinstripes eine weitere EP, auf der Lieder früherer Veröffentlichungen als Akustikversionen neu vertont wurden.

## Stil
Farewell, My Love spielt einen Mix aus Post-Hardcore (ohne jedoch Screams oder Shouts anzuwenden), Alternative Rock mit Elementen des Gothic Rock. Die Musiker selbst nennen Bands wie My Chemical Romance, Avenged Sevenfold, AFI und 30 Seconds to Mars als musikalische Einflüsse. Die Texte sind auf einer melancholisch-düsteren Ebene verfasst. Die Musik ist auch vergleichbar mit HIM oder Blood on tbe Dance Floor.

## Diskografie

### EPs
- 2011: A Dance You Won’t Forget (Eigenproduktion)
- 2011: Mirror, Mirror (StandBy Records)
- 2014: Wrapped Up in Pinstripes (StandBy Records)

### Alben
- 2013: Gold Tattoos (StandBy Records)